# Lady Macbeth du district de Mtsensk (roman)
Pour l’article homonyme, voir Lady Macbeth du district de Mtsensk.
Lady Macbeth du district de Mtsensk (russe : Леди Макбет Мценского уезда) est un roman court russe écrit en  1865 par Nikolaï Leskov. Ce roman a été initialement publié dans le magazine L'Époque, dirigé par Fiodor Dostoïevski.

## Thèmes
Les thèmes abordés sont le rôle subalterne attendu des femmes de la société européenne du XIXe siècle, le mariage, l’adultère et la vie provinciale (attirant ainsi la comparaison avec le Madame Bovary de Flaubert) et la planification par une femme d'un meurtre, d'où le titre inspiré par le personnage de Lady Macbeth de la pièce de théâtre Macbeth de Shakespeare. Le titre rappelle également celui de la nouvelle Le Hamlet du district de Chtchigry (1859) de Tourgueniev.

## Adaptations

### À l'opéra
Le roman sert de base pour l'opéra de même nom de Dmitri Chostakovitch.

### Au cinéma
- 1961 : Lady Macbeth sibérienne (Sibirska Ledi Magbet), film polonais réalisé par Andrzej Wajda
- 1994 : Katia Ismailova (Podmoskovnye vetchera (Подмосковные вечера), film russe réalisé par Valeri Todorovski
- 2016 : The Young Lady[2] (Lady Macbeth), film britannique réalisé par William Oldroyd, qui situe l'action dans l'Angleterre de 1865.